# Ivana Andrés
Ivana Andrés Sanz (Aielo de Malferit, 1994. július 13. –) spanyol válogatott labdarúgó, aki jelenleg a Real Madrid játékosa. Hazája színeiben részt vett a 2019-es világbajnokságon.

## Pályafutása
Szülővárosában, az Aeilo-nál indult karrierje, majd főiskolája, a DSV Colegio Alemán labdarúgó klubjánál szerepelt. 2009-ben igazolt a Valencia együtteséhez, ahol alapemberként számítottak rá a védelemben. 
A 2018-as szezontól a helyi rivális Levante csapatához szerződött.
2020 augusztusában aláírt a Real Madridhoz.

## Sikerei, díjai

### A válogatottban
Spanyolország
- U17-es Európa-bajnok: 2010, 2011
- U17-es világbajnoki bronzérmes: 2010
- Algarve-kupa győztes: 2017
- Ciprus-kupa győztes: 2018
- SheBelieves-kupa ezüstérmes (1): 2020[3]